# 南村造像
南村造像，位于山西省晋中市榆社县城西部15公里方竹镇南村以西100米处，是中华人民共和国山西省文物保护单位之一。
1965年5月24日，授予山西省文物保护单位，是一座石窟寺及石刻。